# Huta Bobrek
Huta Bobrek (pierwotnie Vulkan, od 1870 Moritz, od 1883 Julia, niem. Julienhütte) – huta żelaza w Bytomiu-Bobrku, która działała w latach 1856–1994. Pracowały w niej trzy wielkie piece i osiem pieców martenowskich.

## Historia

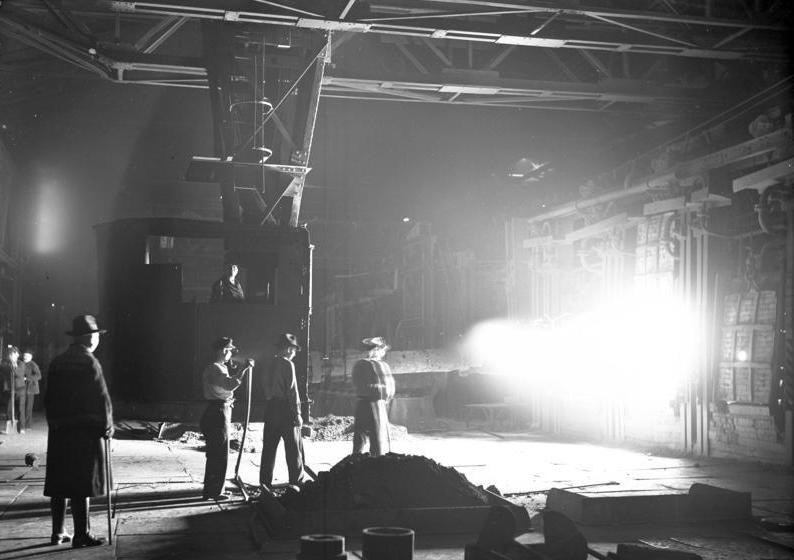
Wnętrze Huty Julia w 1939 roku

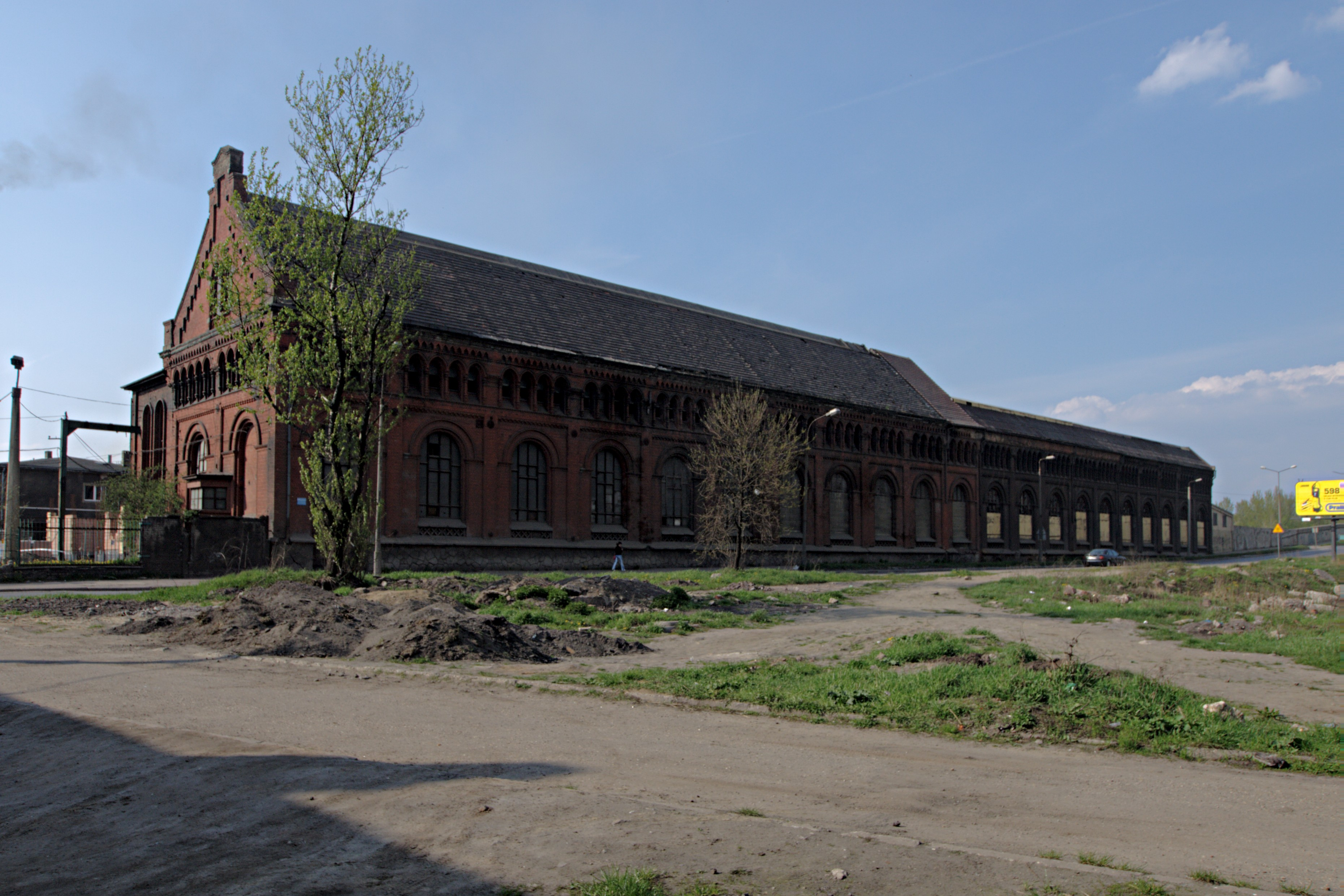
Zabytkowy budynek siłowni Huty Bobrek w 2011 roku

Huta powstała w 1856 na terenie wykupionego majątku Elisenruh jako Julienhütte. W 1859 wybudowano koksownię. Po 1870 huta należała do Oberschlesische Huettenwerke. W latach 70. XX wieku, czasach świetności zakładu zatrudnionych było ok. 5000 osób, pracowały trzy wielkie piece i osiem pieców martenowskich. W 1883 roku huta została zakupiona przez Oscara i Georga Caro.
Przy hucie w latach 40. XX wieku działał obóz pracy przymusowej. W grudniu 1946 roku znajdowało się w nim 65 osób.
Huta działała do 1994, kiedy to ogłoszono upadłość przedsiębiorstwa. Na bazie jednego z wydziałów huty utworzono firmę Duo-Stal, która również ogłosiła upadłość. W 2003 powstała także firma Carbo-Koks, która przejęła część budynków dawnej huty oraz koksownię.